# Ciemiernik cuchnący

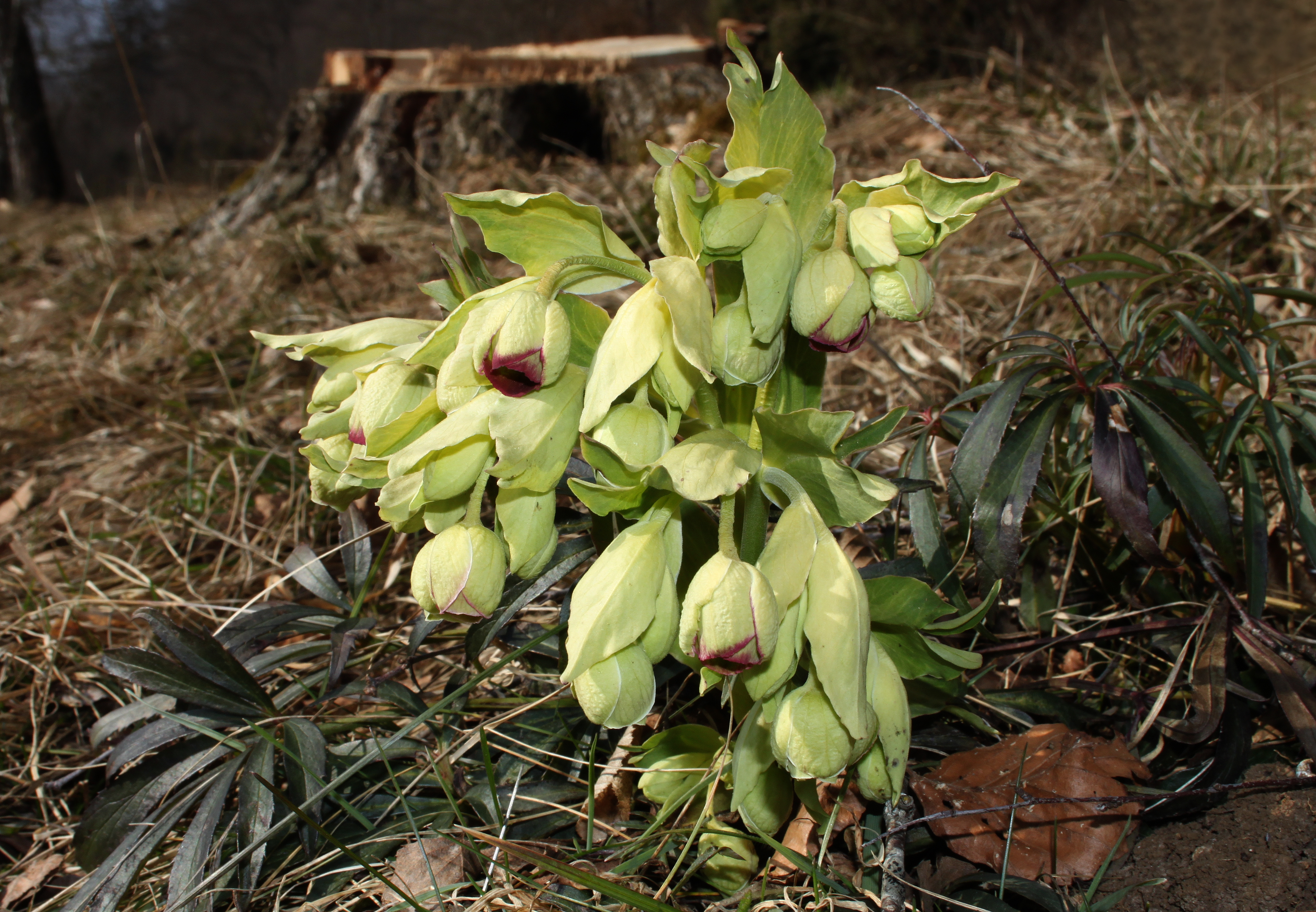
Kwiatostan

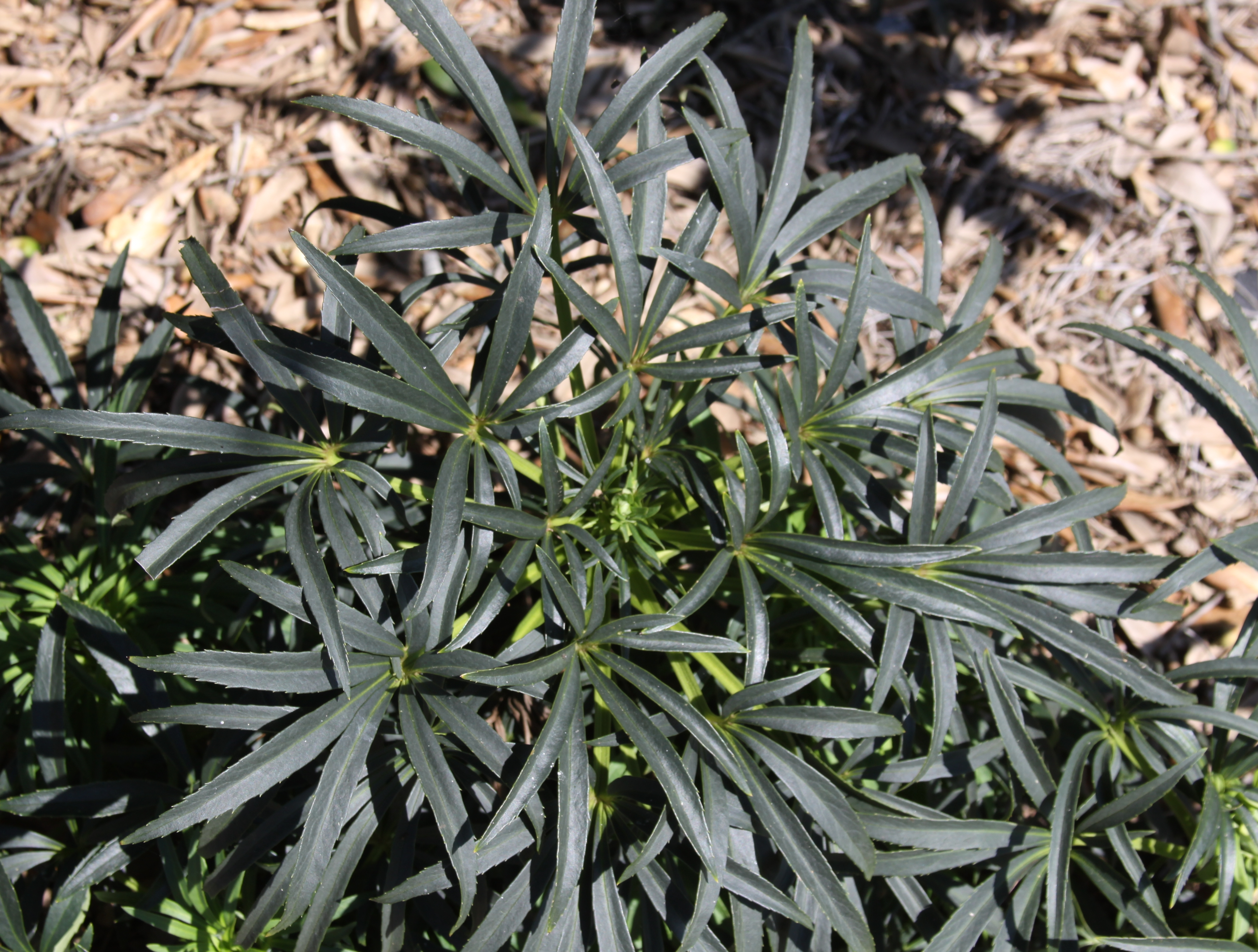
Liście

Ciemiernik cuchnący (Helleborus foetidus) – gatunek rośliny należący do rodziny jaskrowatych. Pochodzi z południowo-zachodniej Europy oraz północnej Afryki (Maroko). W Polsce nie występuje dziko, jest uprawiany jako roślina ozdobna.

## Morfologia
PokrójTworzy pojedyncze kępy. Cała roślina wydziela nieprzyjemny zapach i stąd pochodzi jej nazwa gatunkowa.
ŁodygaGruba, wzniesiona. Osiąga od 20–80 cm wysokości.
LiścieMają około 11 ząbkowatych łatek, są lancetowate i ciemnozielone.
KwiatyZebrane w wiechy na szczycie pędów. Dzwonkowate, na brzegach są czerwone, o nieprzyjemnym zapachu, ich szerokość wynosi 2 cm, zwisają w rozgałęzionych i jednostronnie skierowanych kwiatostanach. Mają jajowate przysadki kwiatowe.
OwoceMają około 2 cm długości.

## Biologia i ekologia
Bylina, geofit. W swoim naturalnym środowisku rośnie w lasach liściastych, na kamienistych zboczach pokrytych zaroślami, na obrzeżach lasów, głównie na podłożu wapiennym. W Polsce kwitnie bardzo wczesną wiosną, lub nawet zimą; jeśli nie ma śniegu to już od lutego. Cała roślina jest trująca.

## Zastosowanie i uprawa
- Jest uprawiany jako roślina ozdobna ze względu na swój nietypowy okres kwitnienia. Najładniej wygląda sadzony w grupach pomiędzy drzewami lub krzewami. Atrakcyjny jest również po przekwitnieniu[6]. Można go też uprawiać w doniczkach na tarasach, balkonach.
- Uprawia się z gotowych sadzonek, można też rozmnażać roślinę przez podział bryły korzeniowej. Wymaga stanowiska cienistego lub półcienistego i żyznej, wapiennej gleby o stałej wilgotności[6]. Źle znosi przesadzanie. Przed kwitnieniem należy usuwać stare liście. Nawożenie – raz do roku nawozem wieloskładnikowym lub obornikiem.